# Julien Pouchois
Julien Pouchois, né le 10 décembre 1888 à Lyon et mort le 6 juin 1955 à Levallois-Perret, est un coureur cycliste français, spécialiste de la piste.

## Biographie
Le 30 avril 1911, il remporte un match l'opposant à Victor Dupré et Emil Dörflinger au vélodrome de Rouen devant plus de 2 000 spectateurs,.
Mobilisé au 103e régiment d'infanterie pendant la Première Guerre mondiale, il est blessé à la cuisse gauche par un éclat d'obus le 22 août 1914 à Ethe (Belgique) lors de la bataille des Frontières.

## Palmarès

### Championnats du monde
- Rome 1911
  -  Médaillé de bronze de la vitesse

### Championnats d'Europe
- 1912
  -  Médaillé d'argent de la vitesse

### Championnats de France
- 1920
  - 2e de la vitesse

### Grands Prix
- Grand Prix de Paris : 1908
- Grand Prix de Rouen : 1908[4]
- Prix de l'Espérance : 1908
- Grand Prix de Bordeaux : 1910
- Grand Prix de l'UVF : 1912
- Grand Prix d'Angers : 1913